# SN 1992bu
SN 1992bu – supernowa odkryta 9 marca 1992 roku w galaktyce NGC 3690. W momencie odkrycia miała maksymalną jasność 16,60m.